# Лікер Beirão
Лікер Beirão — широко відомий просто як Beirão (Бейрао), португальський лікер з регіону Бейра, Португалія. Виник у XIX столітті, та є найбільш споживаним алкогольним напоєм у Португалії.
Виробництво лікеру почалося в XIX столітті в містечку Лозан, регіону Бейра, звідки він і отримав свою назву (Beirão означає «з Бейри»). Лікер виготовляється шляхом подвійної дистиляції насіння та трав, включаючи м'яту, корицю, кардамон і лаванду, з усіх куточків світу, включаючи колишні португальські колонії в Бразилії, Шрі-Ланку та Індію.

## Ім'я
Beirão — це португальський прикметник, що означає «з Бейри», назва колишньої провінції Португалії, яка нині входить до Центрального регіону країни. Назва лікеру була запропонована на знак вшанування події «Конгресс Бейрао», який відбувся в 1929 році у місті Каштелу-Бранку.

## Історія
Лікер був виготовлений як лікарський засіб від болю в шлунку у XIX столітті в аптеці містечка Лозан. Але наприкінці 19 століття алкогольні напої перестали кваліфікуватися як лікувальні. Проте лікер продовжував вироблятися на невеликій фабриці, що належала зятю початкового виробника. У 1929 році лікер взяв участь у конкурсі на 2-му конгресі Бейрао, де отримав золоту медаль і отримав назву Beirão. У 1940 році завод і секретний рецепт придбав Хосе Карранка Редондо (1921 — 2005). У 1960-х Редондо привів Beirão до загальнонаціонального успіху.

### Реклама

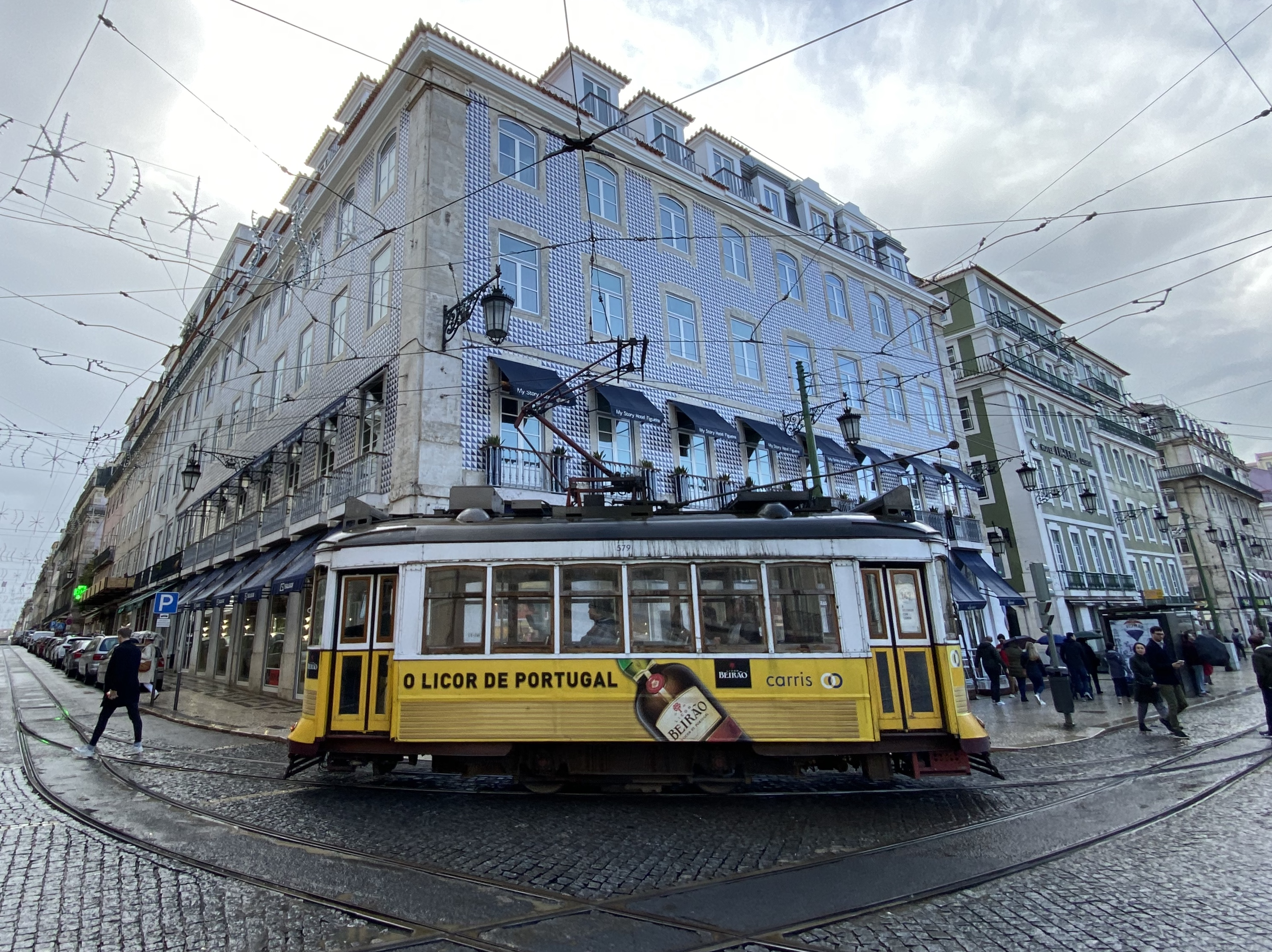
Реклама Лікеру Бейрао на Лісабонському трамваї.

Редондо розумів важливість реклами — він казав, що «після знесення яйця, курка кудахче» — тому він запустив першу португальську рекламну кампанію з використанням білбордів.
Перші рекламні щити, що зображували просту вивіску з написом «Licor Beirão, лікер Португалії» на пейзажі країни, стали іконою португальської реклами.
Пізніший рекламний щит із зображенням мажоретки в американському стилі в дуже короткій і обтягуючій червоній футболці та бриджах, на якому видно її живіт, довелося зняти, оскільки його не сприйняли через неортодоксальний брак одягу дівчини.
Експрес-лінії, які використовувалися на той час, O Beirão que todos gostam (порт. Той із Бейри, який усім подобається), мав тонке посилання на Антоніо де Олівейра Салазара, «той із Бейри, який не всім подобається», лідера португальської авторитарної Нової Держави.

## Квінта-ду-Мейрал
Сімейний маєток під назвою «Quinta do Meiral» був куплений Карранке Редондо в 1970 році. Штаб-квартира Licor Beirão, фабрика та сімейна резиденція розташовані в цьому маєтку. Земля, розміром понад 12 акрів, виробляє деякі інгредієнти, які використовуються в секретному рецепті лікеру, а саме лаванда та м'ята.
Після розливу лікер відправляється та розповсюджується у Португалію та на всі закордонні ринки (які становлять близько 25 % частки продажів), завжди з маєтку Quinta do Meiral.

## Виробництво

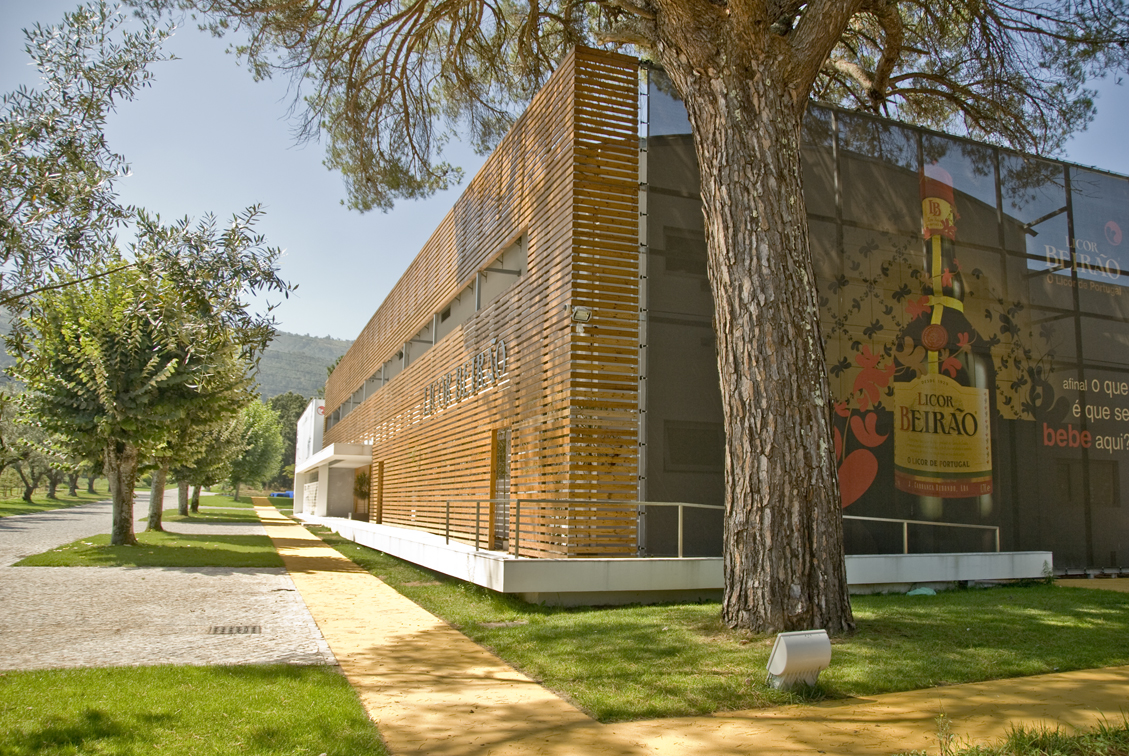
Завод Лікеру Бейрао в місті Лозан.

Лікер виготовляють і розливають у Quinta do Meiral за оригінальним секретним рецептом шляхом подвійної дистиляції 13 різних ароматичних насінь, трав і спецій.
Після зважування та змішування рослин та трав, суміш змішують зі спиртом і залишають і настоюють мінімум двадцять-двадцять п'ять днів. Отриманий вміст двічі переганяють у мідних кубах.
Використання натуральних рослин і трав є одним з головних відмінних факторів цього лікеру, оскільки в ньому не використовуються есенції та штучні аромати — скоріше використовується аромат місцевого виробництва, алкоголь, виготовлений із базових інгредієнтів. Коли настій буде готовий, до нього додають суміш спирту, цукру та води. Потім цю суміш перевіряють, щоб переконатися, що вона відповідає параметрам секретного рецепта.